# ウォルター・デニング
ウォルター・デニング（Walter Dening、1846年7月23日 - 1913年12月5日）はイギリス出身のキリスト教宣教師、語学教師、ジャーナリスト。デヴォン州オタリー・セント・メアリー出身。英国聖公会宣教協会に属し、マダガスカルに派遣された後、日本長崎に赴任した。翌年北海道に渡り、函館で初めて伝道活動を行った。平取、札幌で伝道した後、函館に戻ったが、霊魂不滅に異を唱えたため、本国に呼ばれて解任された。東京に出て、慶應義塾、東京師範学校、成立学舎、学習院、海軍省等で教え、ジャパン・ガゼットやジャパン・メイルで報道活動に関わった。オーストラリアに渡った後、日本に戻って第二高等学校等で英語を教え、仙台に骨を埋めた。
子に駐日英国大使エスラー・デニングがいる。

## 生涯

### 来日前

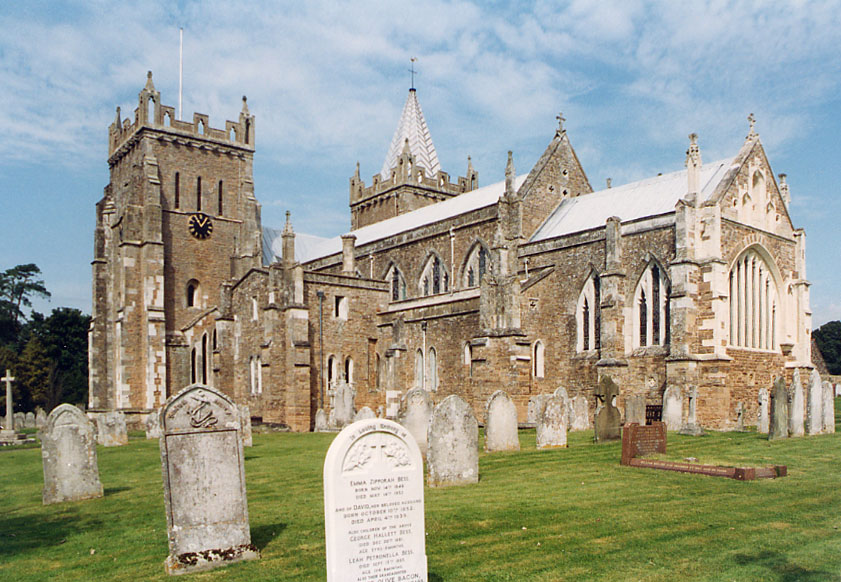
セント・メアリー教会

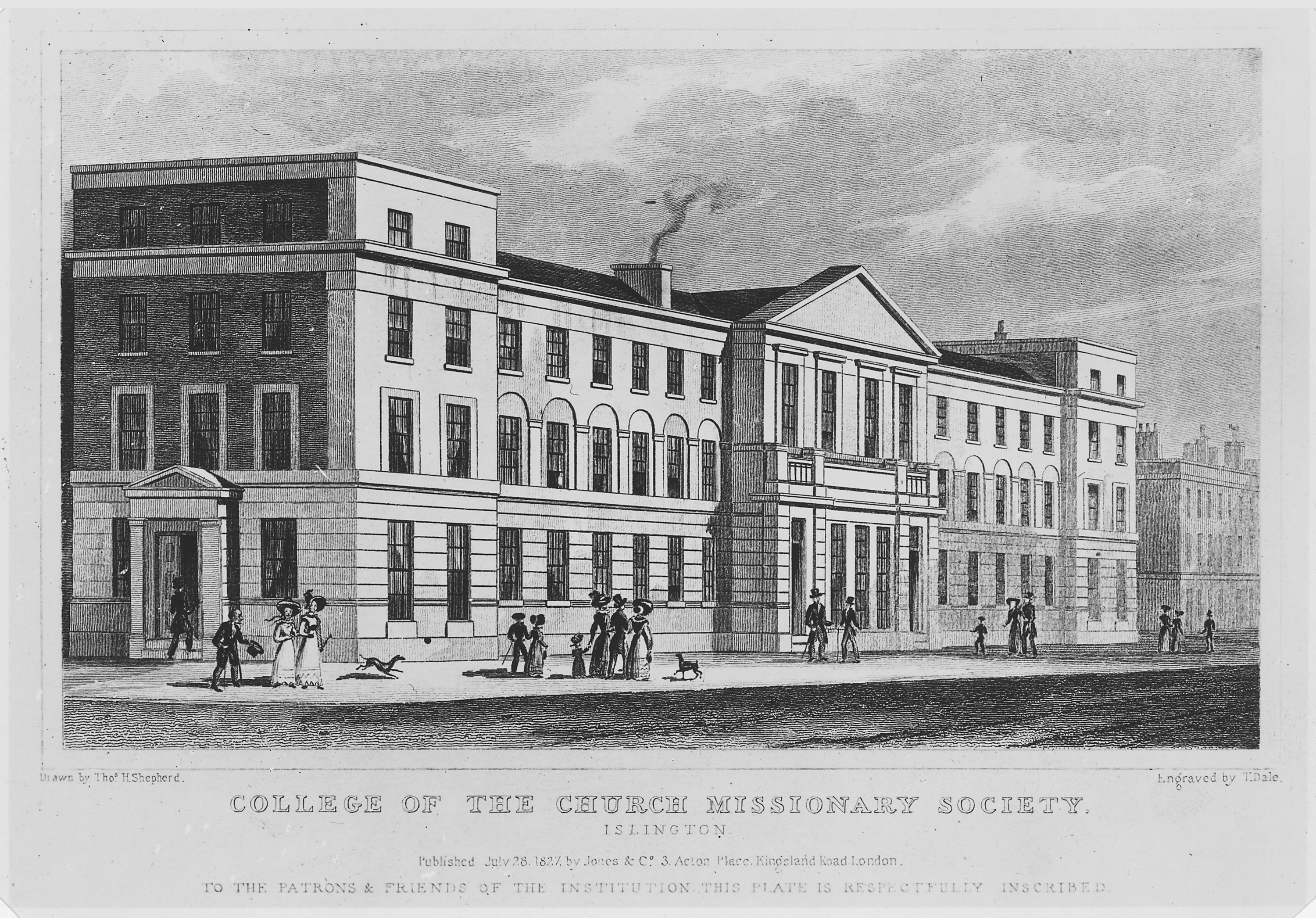
イズリントン・カレッジ

1846年7月23日イングランドデヴォン州オタリー・セント・メアリーピット・ハウス（現ピット・ファーム）に生まれ、8月21日セント・メアリー教会で洗礼を受けた。エクセター、トーキーの学校を経て、1863年農業に従事した。
1866年, ロンドンの英国聖公会宣教協会宣教師養成学校イズリントン・カレッジに入学し、1869年ラテン語・ギリシャ語・イギリス文学・イギリス史試験に合格し、9月19日カンタベリー大主教から執事に任命された。
1870年フランス領マダガスカルに赴任し、1871年モーリシャス主教から司祭に任命された。1872年マダガスカル語試験に合格し、聖公会祈祷書翻訳に従事した。

### 北海道での伝道
1873年（明治6年）日本長崎に派遣され、キリスト教徒二川一騰に日本語を学んだ。1874年（明治7年）4月函館に渡り、内潤町（末広町）の借家を講義所として函館で初めて宣教活動を行い、北海道初の日本人司祭となる小川淳や、寺田藤太郎等を洗礼した。1876年（明治9年）8月アイヌの中心地平取に渡り、アイヌ語を研究した後、札幌に渡り、路傍説教によりクラーク博士立ち合いのもと博士の宿舎で札幌農学校（現・北海道大学）第1期生の伊藤一隆等を洗礼した。洗礼は当初、デニングの滞在先の旅館で行うつもりが主人に断られ、路上で行おうとすると警官に止められて困っていたところ、クラークが宿舎の提供を申し出たという。
1877年（明治10年）休暇でイギリスに帰国した後、1878年（明治11年）4月函館に戻り、11月24日坂町に聖堂を建設して9名を伝導した。しかし、conditional immortality（条件付霊魂不滅説）を唱え始めたため、1882年（明治15年）イギリス本部に呼び戻され、1883年1月解任された。

### 東京での教育
1883年（明治16年）頃東京に出て三田演説会、国友会等で講演を行い、福沢諭吉と知り合って1884年（明治17年）2月から1885年（明治18年）1月末まで慶應義塾で英語を教えた。同1884年（明治17年）神田駿河台鈴木町18番地に正則変則英学研究会を設立した。
帝国教育会総会で個人性涵養を主張した際、文部大臣森有礼に目に止まり、1885年（明治18年）1月から1888年（明治21年）6月まで文部省でEnglish Readers: The High School Seriesを編纂、1885年（明治18年）10月から1886年（明治19年）6月まで東京師範学校で倫理学を教えた。1887年（明治20年）神田成立学舎特科で海軍兵学校受験生を教えた。
1888年（明治21年）9月から1889年（明治22年）8月30日まで学習院で訳読、1890年（明治23年）9月1日から12月31日まで海軍省で英語・フランス語を教えた。1890年（明治23年）12月2日ジャパン・ガゼット主筆となったが、組版後も度々校正を求めたことから日刊新聞に不適任として解雇され、損害賠償訴訟を起こした。

### 第二高等学校

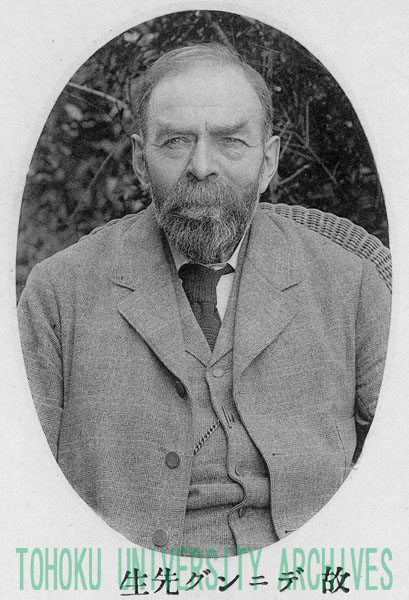
1914年（大正3年）頃

1892年（明治25年）オーストラリアに渡って農園を経営したが、1895年（明治28年）8月日本に戻り、9月1日仙台市第二高等学校英語科教師となった。また、ジャパン・メイルでフランシス・ブリンクリーを補佐し、1910年（明治43年）頃からジャパン・クロニクルでも活動し、ロンドン・タイムズ通信員を兼ねた。
1912年（大正元年）頃リウマチを患い、1913年（大正2年）12月5日午前2時心臓麻痺で死去した。6日遺言により葬式は行わずに火葬され、9日北山輪王寺外国人共同墓地に葬られた。
米ヶ袋上丁41番地の旧宅は1917年（大正6年）頃渋沢敬三・近藤経一・富井恒雄等高等師範学校附属中学校からの二高進学者の自治寮として使われ、桐寮と呼ばれた。第二次世界大戦中は大政翼賛会に使用され、戦後はリフォームド宣教師社団の女子寮となった。

## 著書
- 『伝仁演説集』[23]
- 『真道総論』[24]
- マカウレイ共著『基督教奇跡論』[24]
- 中村直共著『生死論』[24]
- Japan in Days of Yore[25]
- The Life of Toyotomi Hideyoshi[26]
- 『和文英訳軌範』[27][28] - 尋常中学校4年以上を対象とした自習用教材[29]。
- English Readers: The High School Series – 日本人に親しみやすいよう、「虎の威を借る狐」「京の蛙、大坂の蛙」等、和漢の故事を用いた[30]。
- Anglo-Japanese Readers  - English Readersの縮約版[31]
- Short Japanese and Chinese Stories for School Use[31]

## 栄典
- 1903年（明治36年）5月28日 勲五等双光旭日章[2]
- 1913年（大正2年）11月2日 勲四等瑞宝章[21]

## 人物
トーマス・カーライルを尊敬し、頬髯を真似して蓄えていた。身長6尺以上の肥満体で、二高生に「臀肉」とからかわれた。
趣味はテニスと狩猟。生活はイギリス式を貫き、特に和食は全く口にしなかった。負けず嫌いな性格で、生徒に日本語を直されても、「私はあなたたちの生まれる前から日本に来ています。」といって改めなかった。
シーモール は追悼記事において、ラフカディオ・ハーンのように日本の良い点のみ取り上げるのではなく、事実をありのまま述べて是々非々で批評したため、外国人から厚い信用を受けたと評している。1891年（明治24年）頃には条約改正に反対し、日本人から反発を受けた。

## 家族

### 両親

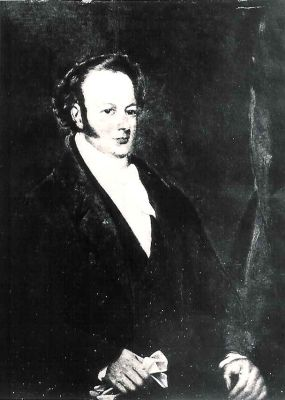
ジョン・デニング（1798年6月28日 - 1868年1月26日） デヴォン州アフカルム（英語版）出身[37]。農夫[5]。
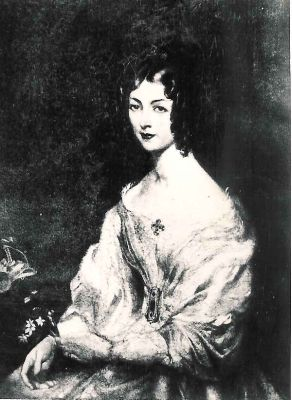
Anne Salter（1809年10月22日 - 1875年8月18日） オタリー・セント・メアリー出身[38]。母方の祖はトマス・クランマー[3]。

### 兄弟
- Annie（1837年 - 1866年6月30日）[39]
- Maria（1839年 - 1850年6月8日）[40]
- John Trusty（1839年2月12日 - 1855年6月23日）[41]

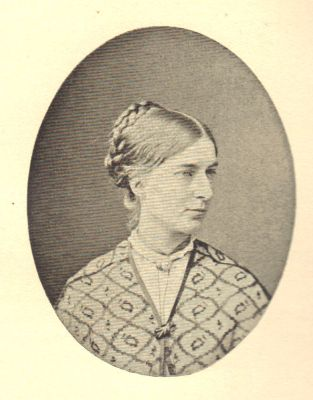
Elizabeth Salter (Lizzie)[3]（1841年1月23日 - 1908年1月23日） 医学博士Frederick Herbert Maberlyと結婚した[42]。
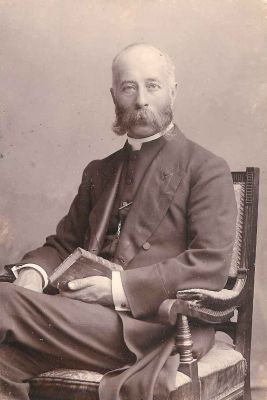
Thomas Henry Trickey（1842年4月8日 - 1927年2月20日） ロンドンキルバーンホーリー・トリニティ教区牧師代理（英語版）[43]。
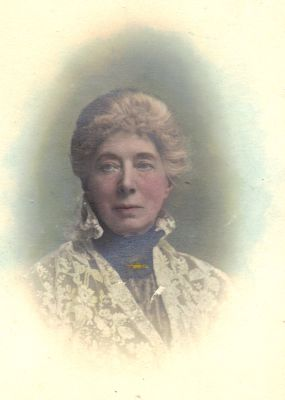
Selina Maud (Lina)[3]（1843年8月30日 - 1937年10月30日） 医学博士Harry Edward Maberlyと結婚した[44]。
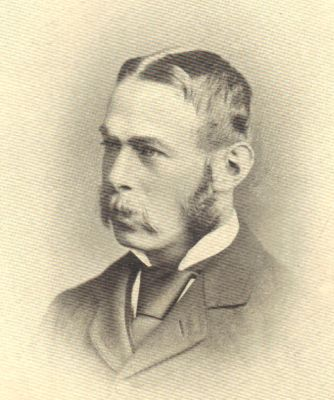
Alfred（1844年12月24日 - 1890年12月18日）
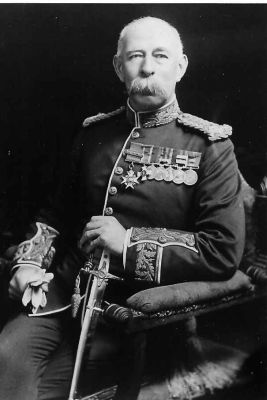
Lewis（1848年5月23日 - 1911年2月16日） イギリス陸軍中将。第二次アフガン戦争、第三次英緬戦争等に従軍した[46]。子にジョン・ピット・デニング（英語版）。
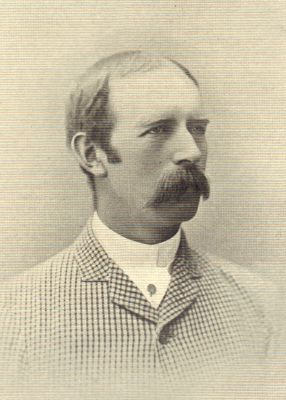
Francis (Frank)[3]（1852年7月1日 - 1936年4月15日）
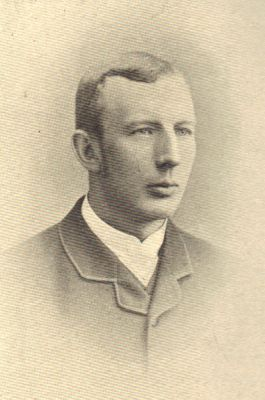
Arthur（1854年2月25日 - 1884年3月18日）

### 妻子

#### 先妻
先妻ヴィクトリア・クロゴン（Victoria Croggon、1837年8月1日 - 1889年8月4日）はミドルセックス州アルドゲイト出身。1870年1月29日結婚した。日本においてマラリアで死去し、青山霊園に葬られた。
- ウォルター（Walter Ernest[51]） - 夭折[52]。
- コニー（Constance Adelaide[53]） - 夭折[52]。
- リリアン（Lilian Maud Mary、1871年2月24日 - ?） - Valentine某と結婚した[54]。オーストラリアで看護学を学び、看護婦長を務めた[55]。
- フローリ（Flora Victoria、1874年2月23日 - ?） - Charles Millerと結婚した[56]。外交官の通訳等を務めた[57]。

#### 後妻

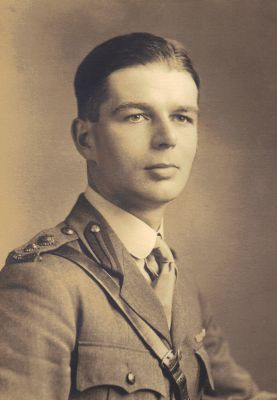
エスラー・デニング

後妻リジア・ノルマン（Lydia Norman James、1859年4月26日 - 1950年11月）は1874年メルボルン師範学校を卒業、1877年メルボルン女子大学に入学し、1884年ライプツィヒ王立音楽学校、シャルヴェンカ音楽学校を経て、1890年パリでフランス語、ロンドン病院で看護学を学んだ。
1891年（明治24年）来日し、5月15日結婚した。子女を養育後、1908年サンフランシスコで外科看護学を学び、1910年（明治43年）仙台商業高等学校、1911年（明治44年）仙台市立第二中学校で教えた。夫の死後、1914年（大正3年）第二高等学校で代講した。
- Eva Yamato[3]（1892年3月13日 – 1976年）[59]
- バイチ[52]（Basil Cranmer、1894年9月27日 – 1940年6月2日[60]） - 陸軍大佐、王立工兵連隊（英語版）第4師団GSO1。ダンケルクの戦い中、駆逐艦内で戦死した[61]。
- エスラー・デニング（英語版） - 駐日英国大使。